# フランシス・ベーコン (哲学者)
初代セント・オールバン(ズ)子爵フランシス・ベーコン（英: Francis Bacon, 1st Viscount St Alban(s), PC, QC、1561年1月22日 - 1626年4月9日）は、イギリスの哲学者、神学者、法学者、政治家、貴族である。イングランド近世（ルネサンス期、テューダー朝（エリザベス朝）からステュアート朝）の人物。イギリス経験主義の祖。
「知識は力なり」（Ipsa scientia potestas est）の名言や、「イドラ」の概念で有名。

## 生涯

### 幼少期
1561年1月22日、サー・ニコラス・ベーコンとその妻アン（旧姓クック）の息子としてロンドン・ストランド・ヨーク・ハウスに生まれる。6人兄弟の末っ子で同母兄にアンソニー・ベーコンがいた。父はエリザベス朝最初の大法官兼庶民院議長兼国璽尚書であり、母は女王エリザベス1世の側近である初代バーリー男爵ウィリアム・セシルの妻ミルドレッド・クックの妹だった。また、バーリー男爵とミルドレッド夫妻の息子で後の初代ソールズベリー伯爵ロバート・セシルは母方の従弟に当たる。
敬虔なプロテスタントかつ才能にあふれる母の教育で熱心なプロテスタントとして育ち、父がハートフォードシャーのセント・オールバンズで購入した土地で建てた屋敷・ゴランベリー・ハウスで生活するうち、自然に囲まれた環境で自然世界への興味に目覚めていった。
1573年4月に父の計らいで兄アンソニーと共にケンブリッジ大学トリニティ・カレッジに入学。ここで学寮長で後にカンタベリー大主教になるジョン・ホイットギフトに教わり、理性と知識を重んじ、確かな証拠に基づくこと無しに議論を行わない彼の姿勢に影響を受けた。またアリストテレスの哲学を嫌うようになり、理由は「議論や論争に優れているだけで、人間の生活に役立つような成果を生み出すことはほとんどない」というもので、退屈な大学の学問より自然科学への関心が高まっていった。ただし在学は1575年12月の2年だけで、学位は取得せず大学を去り卒業はしていない。
翌1576年6月に兄と共にロンドンのグレイ法曹院で法律を学び、9月に在籍のまま駐仏大使で元家庭教師でもあったエイミアス・ポーレットに同行（見聞を広めてほしい父の意向があったといわれる）、フランス・パリ留学を経てフランス各地を巡った。ユグノー戦争で荒廃したフランスや国王アンリ3世が奨励した自然科学に目を向け、国内情勢分析や科学から受けた刺激で大いに見識を広げた。そして帰国後の1582年に法廷弁護士の資格を取得した。
しかしこの間、1579年に父はわずかな遺産を残しただけで死去、急遽帰国した。死因は冬のうたた寝でかかった肺炎で、ベーコンがフランス留学で得た物は大きかったが、父を失ったことは大きな痛手で、異母兄を含めた兄弟で遺産分割、ベーコンにはわずかな分しか残らなかった。加えてベーコンが金銭感覚の無い浪費家だったことも災いし、父の後ろ盾が無いまま政界に臨むことを余儀無くされ、借金生活にも苦しむ羽目に陥ってしまった。

### 政界の立身出世と最初の失脚
生活のためまずは法律家の道を歩み、1582年の法廷弁護士に始まり1586年にグレイ法曹院の幹部員に、1587年または1588年に講師に選出された。1589年に星室庁の書記継承権も与えられたが、収入は1608年まで無かった。コモン・ローの勉強や生計に追われる中で執筆活動を始め、1585年頃に最初のエッセイ『時代の最大の誕生』を書いた。またバーリー男爵ら有力者に猟官運動を行ったが、バーリー男爵がベーコンの引き立てに熱心で無かったためか、政敵のレスター伯ロバート・ダドリーの派閥に接近、1581年にレスター派のベッドフォード伯爵フランシス・ラッセルが影響を持つコーンウォールのボッシニー選挙区から選出されて庶民院議員となる。1584年にやはりベッドフォード伯の影響があるウェイマス＝メルクーム・レジス選挙区から選出された。
議会活動は1584年の議会でまだ断片的な発言しか残っていないが、議会とは別に国王秘書長官フランシス・ウォルシンガムの諜報活動に参加した。これが認められてウォルシンガムの後援で選出された1586年の議会で冒頭演説の栄誉を与えられ、翌1587年には特別税に関する委員会、1588年に法案審議の準備委員会の委員に任命され、徐々に政府に重用されるようになった。1589年の議会でもウォルシンガムの後援で引き続き選出、多くの委員会出席や発言の増加が見られ、議会でも重要な役割を担いつつあった。また1589年と1592年にそれぞれピューリタンとイングランド国教会の過激な論争を非難する『イングランドの教会の論争についての勧告』と、バーリー男爵の中庸な宗教政策に反対するカトリック（イエズス会）のパンフレットに反論する『この1592年に出版された中傷文に対する考察』を執筆、著作活動も続けていた。
ベーコンは兄と共に法学を学び優秀であったが、後ろ盾となるはずのバーリー男爵は優秀なベーコン兄弟が息子ロバート・セシルの競争相手になることを恐れて兄弟を支えようとしなかった。そのためベーコン兄弟はセシル父子を恨むようになり、1591年以来エリザベス1世の寵臣エセックス伯ロバート・デヴァルーの顧問となる。それまでベーコンの後援者だったレスター伯は1588年に、ウォルシンガムは1590年に亡くなり、レスター伯とウォルシンガムを義父にしているエセックス伯は彼等の派閥を受け継ぎ、バーリー男爵父子に対抗する有力者に台頭していた。ベーコンはウォルシンガムに仕えた経験を活かし、彼が残した諜報ネットワークを再建してエセックス伯に取り入った。
ところが、1593年の議会でベーコンは失態を演じてしまう。女王の意向を無視した発言を繰り返して政府と対立、議会を紛糾させたのである。スペインの侵攻に備えて軍事費を賄うため、3つの特別税承認を求めた女王は議会を召集したが、ベーコンは女王の目的とは違う法律の再編纂について演説したり、特別税について貴族院で先に協議されたことを咎め庶民院が先に特別税を承認する特権を強調して審議を伸ばしたり、議会の混乱を生んだ。さらに特別税には賛成するものの、その支払い期間を6年にすることを提案、国民に重い負担をかけることを憂い、特別税承認を先例にしないことを主張した。ベーコンの提案はすぐさま政府側の人間に反論され、ロバート・セシルは「2つの大きな災いが迫っているとしたら、より小さな災いを選ぶべきである」「今回の特別税は決して永続する物ではなく、原因があって生まれた物は、原因の消滅と共に終わる物である」と発言、セシルは議会の流れを変えて特別税承認にこぎつけたが、ベーコンは議会から孤立した上女王の怒りを買い、宮廷から遠ざけられ猟官にも失敗、失脚して不遇をかこつことになった。

### エセックス伯の庇護と死別
議会での失敗で政界の活動を絶たれたベーコンは、執筆活動を通して哲学研究に没頭すべきか、政界で再起を狙うかを悩む中でエセックス伯の庇護を受けたが、そのエセックス伯の後ろ盾があっても失敗する例が見られた。1594年に法務長官トマス・エジャートンが引いた後のポストにバーリー男爵父子が推した法務次官エドワード・コークに対抗してエセックス伯がベーコンを推したが、その甲斐なくコークが法務長官に昇進した。この時は女王の怒りが解けていなかったため法務次官にもなれず、1596年になると女王との間が改善されたこともあり、エセックス伯の取り成しでどうにか特命の学識顧問官に任命されたが、報酬が伴わないため苦難の借金生活が続き、エセックス伯から地価1800ポンドの所領贈与の形で財政支援を受ける有様だった。1597年、エセックス伯の支援でバーリー男爵の孫娘で富裕な未亡人エリザベス・ハットン（バーリー男爵の長男トマス・セシルの娘でウィリアム・ハットン卿の未亡人）へ求婚したが、彼女はコークを選んだためこの件でもコークに出し抜かれてしまった。
やがてエセックス伯が女王と対立、凋落してくると彼を諫めることが多くなった。1596年の助言では民衆の人気取りに軍事的栄光を求めるエセックス伯を諫め、1597年に議会に復帰してからもエセックス伯との繋がりを保ち、1599年のアイルランド遠征に反対したが聞き入れられず、遠征に失敗して女王に見限られてもエセックス伯と女王の間を取り持とうと奔走した。だがこうした行動は報われず、1601年2月にエセックス伯が反乱を起こして失敗し、高等法院王座部裁判所で裁判にかけられるとコークと共にベーコンも訴追側の一人となった。エセックス伯の処刑後は事件の全貌を明らかにする公開書の作成にあたった。
この時のベーコンの行動はエセックス伯に対する裏切り行為と取られ、晩年の失脚と合わせて当時から現在まで評判が悪い。しかしベーコンはエセックス伯の好戦的な姿勢が女王に危険視されていたことに気付いており、前述の通り最悪の事態を避けるため反乱前からたびたびエセックス伯に諫言したり、彼が没落しても見捨てず女王の間を取り持とうと奔走したことも事実であり、裁判の参加も女王の命令でベーコンは命令に逆らえなかったという擁護論もある。
エセックス伯の処刑に続き同年に兄も失い悲しみに暮れる中（1610年に母も死去）、10月に開かれた議会に選出、独占権を批判する議会に対し女王の独占権授与が国王大権に触れることから女王の擁護に回った。問題は女王が有害ないくつかの独占権を撤回することを約束・実行することで解決が図られ、合わせて臣民への感謝を表明した黄金演説で議会は女王の称賛の場と化した。演説を聞いていたベーコンは女王のしたたかな政治手法に感心し、後に再び独占権批判が持ち上がった時に解決策として女王の方法を例に上げた。反面、自らの才能が発揮出来ない状況に苛立ちも感じていた。

### ジェームズ1世の側近として出世
1603年3月にエリザベス1世が崩御、スコットランド王ジェームズ6世がイングランド王ジェームズ1世として即位した。ベーコンは新国王がエセックス伯と親しかったため当初不安を感じていたが、国王への働きかけが成功して7月にナイトに叙され、1604年にエリザベス1世の時と同じ特命の学識顧問官に任命され国王の側近として重用された。ジェームズ1世の即位に尽力したセシルもソールズベリー伯に叙爵されている。
エリザベス朝期およびジェームズ1世期の初期には栄達に恵まれなかったが、ジェームズ1世時代にコモン・ローの原則を守ろうとするコークに対してベーコンは国王大権を擁護したことでジェームズ1世に重用されるようになった。1603年に即位直後のジェームズ1世へ献呈した『イングランドとスコットランド両王国の幸福な統合についての論考』で持論を展開、両国対等の形での統合、両国の住民の権利・法に配慮した統一論など慎重な方策は記したが、統合は積極的に賛成の立場を取った。またこの時期の1605年に『学問の進歩』を出版する（2巻構成で、1603年と1605年に書いた著作を合わせて出版）。
1604年3月に開かれた議会でジェームズ1世がイングランドとスコットランドの合同を望み、ベーコンも両国の統合検討委員会に委員として選ばれ、1604年3月から1607年12月まで断続的に開かれた議会で統合問題に当たった。しかしイングランド議会が統合に反対、ジェームズ1世が統合後の国名として挙げたブリテンの名前も反対、両国間の自由交易やスコットランド人流入にも反対が続出した。コモン・ロー法律家達もイングランド法のコモン・ローがスコットランド法との統一で変質するとの懸念から反対に回り、ベーコンは大勢が反対する中で1607年2月に統合反対に反論、統合の長期的な利益を強調し、両国の法の統一も変質は起こらないこと、スコットランド人の帰化に賛成して統合を段階的に進めることなどを述べたが、反対論は覆らず統合は実現しなかった。それでもベーコンの活動がジェームズ1世に注目されたのか、6月に法務次官に任命された。
一方、1606年に友人でロンドン市参事会員ベネディクト・バーナムの娘アリス・バーナムと結婚、持参金でベーコンの財政状態は改善された。アリスとの間に子供は無く結婚生活について不明だが、1612年に出版されたエッセイにベーコンが結婚について否定的な文章を書いていること、死の前年に当たる1625年に書いた遺書で一旦妻に与えると決めた土地や家具を取り消して遺産相続の権利を否定していることから、結婚生活が上手くいかなかったことが示唆されている。
1607年に法務次官になったことを皮切りに順調に栄達し、1613年には法務長官、1616年に枢密顧問官、1617年には国璽尚書、1618年には大法官となる。大法官（貴族院議長）就任に際してヴェルラム男爵に叙され、貴族院議員となった。1621年にセント・オールバンズ子爵に叙された。

### 裁判所・議会・国王の折衝に奔走
法務次官・法務長官在任中は司法界で政敵コークと裁判所の管轄を争い、国王大権と裁判所の権限を巡って対立し続けた。きっかけは1606年に民訴裁判所主席裁判官へ転身してからのコークの姿勢変化にあり、コモン・ローを擁護しそれを扱う裁判所（民訴裁判所、王座裁判所、財務府裁判所）の権限を拡大、他の裁判所や王権との対立を引き起こしたのである。背景には北部評議会などの裁判所新設、大法官裁判所などのエクイティ（衡平法）の裁判所が権限を拡大、これらを通じて国王大権が伸長しコモン・ロー裁判所との争いが生じた事情があった。しかし国王ジェームズ1世とその側近になっていたベーコンからすれば、コークの方がコモン・ローを盾に取った越権行為をしていることになり、コークはベーコンおよびジェームズ1世との対立が避けられなくなった。
コークのこうした動きに対しベーコンがその対処に当たり、1608年にコモン・ロー裁判所とウェールズの裁判所が管轄争いを起こすと、自分達の権利を声高に主張するコモン・ロー裁判所を非難、ベーコンの影響を受けたジェームズ1世が1610年に各裁判所へそれぞれの管轄を保持することと自重を呼びかけ、事態の収拾を図った。また政界でも国王の助言者として国王大権と議会の均衡を保つべく奔走、財政再建策としてソールズベリー伯が1610年に提案した大契約が元で、国王の課税権を巡って起こった論争を差し止めたジェームズ1世を擁護、大契約に反対した。一方で1612年にジェームズ1世へ向けて、議会が財政を支え国民と王を結び付けている議会の存在意義を強調して配慮を呼びかけている。
同年、大契約成立に失敗し財政再建出来なかったソールズベリー伯が死亡、ベーコンは彼が所持していたポストを狙い国王に自薦したが実現しなかった。一方、議会対策として次の議会召集を進言、そこで国王と議会の関係修復を図り、ジェームズ1世に議会との協調を呼びかけた議会も1614年4月に召集されながら、親スペイン・カトリック派のノーサンプトン伯爵ヘンリー・ハワードらハワード家と、反スペイン・プロテスタント派のペンブルック伯ウィリアム・ハーバート、カンタベリー大主教ジョージ・アボットらの派閥抗争が原因でわずか2ヶ月後の6月に解散、7年後の1621年まで召集されなかったため、司法界で再びコークとの対立が発生することになった。
1613年、王座裁判所首席裁判官トマス・フレミングの死亡でコークは民訴裁判所から王座裁判所へ異動となったが、何とかコークを翻意させようと彼とジェームズ1世との接近を計画、加えて実入りの良くない王座裁判所への異動で懲罰を対外的に印象付けることも図ったベーコンがジェームズ1世に進言した結果だった。なお、コークの異動で玉突き人事が行われ、民訴裁判所主席裁判官にはコークの後任の法務長官ヘンリー・ホバートが、法務長官にはベーコンが就任した。
しかし、王座裁判所首席裁判官になってもコークは態度を変えず、ジェームズ1世・ベーコンとの対立を継続していった。サマセット伯ロバート・カーの殺人事件裁判ではコークとベーコンは協力したが、裁判官は国王の擁護者と考えるベーコンと国王と人民の間の調停者と考えるコークの思想は相容れず、ジェームズ1世の裁判官への干渉に対する抗議も重なり、大法官でベーコンと連携したエジャートンとも対立を深めていった。裁判所の管轄争いも国王大権と裁判所の対立と問題が拡大、1616年にジェームズ1世によりコークは王座裁判所首席裁判官を罷免された。罷免に際し、ベーコンはコークを徹底的に非難し、国王大権や各裁判所と衝突した事例を持ち出してコークへの個人攻撃にまでおよび、かつてのエセックス伯を彷彿とさせる民衆の支持を背景にした政治手法を厳しく批判している。
コークを司法界から排除した後は出世を重ね、上述の通り1616年に枢密顧問官、1617年に国璽尚書、1618年に大法官となり、ヴェルラム男爵叙任で貴族に列せられ、1621年にセント・オールバンズ子爵に昇叙された。出世に伴い多忙を極め、大法官府の残務処理や裁判でウォルター・ローリー（1618年）やサフォーク伯トマス・ハワード（1619年）など政治犯を断罪、治安判事や巡回裁判判事を通した地方の統制、各分野に精通した委員会の設立提案（現代における省庁に相当する）など司法界と政界にまたがる多彩な活動を展開していった。この出世には1615年から交際していたジェームズ1世の寵臣・バッキンガム侯（後に公爵）ジョージ・ヴィリアーズの後ろ盾に依る所が大きかった。
バッキンガム侯への助言という形で1618年にイングランドの政治・社会全般を広範囲に分析・解説した書簡を執筆した。1616年にも書いた書簡を大幅に増補したこの文書でバッキンガム侯に宮廷腐敗の一掃、国王と枢密院中心の政治を行うこと、枢密顧問官の登用に公平な人事を行うことを勧めた。内容は多岐に渡り、宗教・法律・議会・枢密院・外交・戦争・経済・植民・宮廷のそれぞれの詳しい特徴・問題点・解決策を挙げて、バッキンガム侯を国政運営にふさわしい政治家に養成しようとした。しかしバッキンガム侯はベーコンの政治マニュアルとも言うべき書簡の内容を上手く呑み込めず派閥形成に走り、身内贔屓で役職がバッキンガム派に独占される事態となり、それに不満を抱いた有力者が議会でバッキンガム侯ら政府と対立、ベーコンの目論見は失敗した。そしてバッキンガム派に属するベーコンも議会と政府の対立に巻き込まれていった。
1620年、一時期だがトマス・ホッブズがベーコンの秘書を務めたことがある。

### 議会からの告発、再度の失脚
1621年1月30日、7年ぶりに議会が開かれた。三十年戦争でヨーロッパ大陸が戦乱に包まれ、ジェームズ1世の娘エリザベス・ステュアートの夫であるプファルツ選帝侯フリードリヒ5世が戦争当事者のため、戦争に備える費用調達が目的だった。議会には独占権に対する反感が再度湧き上がっていたため、それを察していたベーコンは議会対策を行い、その一環として1601年にエリザベス1世が取った対策を参考に、バッキンガム侯へ独占権廃止を要請した。だがバッキンガム侯は要請を取り上げず独占権をそのままにしていたため、初めは政府に友好的で主要目的だった特別税を認めた議会は一転して独占権批判を展開、かつてベーコンが排除した政敵コークが批判運動の先頭に立ち深刻な政争が始まった。
議会はまずバッキンガム侯の身内を独占権濫用の疑いで告発、続いてバッキンガム侯も追及しようとしたが、ジェームズ1世がバッキンガム侯を擁護し独占権批判を国王大権に触れることを理由に議論中止を求めたため、独占権批判は終息に向かった。しかし議会の怒りの矛先はベーコンに向けられ、独占権の審議に関わり違反者を処罰したこともあるベーコンにとっては不安が残る物となった。ジェームズ1世がバッキンガム侯を守るためベーコンを議会攻撃のスケープゴートにすることを画策、彼を見放したことも不安を助長していた。
やがて不安は現実となり、ベーコンは独占権批判が終息した直後の3月14日に庶民院で訴訟関係者から賄賂を受け取ったという告発を受けた。ベーコンはこの告発を認めたが、判決には影響を与えていないと弁護した。当時、裁判官が贈物を受け取るのは普通のことであり、この告発には党派争いが絡んでいた。しかし弁護は通らず、コークらのベーコンへの追及は止まず庶民院でベーコンを告発する人物が続出した。病気療養中だったこともありベーコンの対応は遅れ、ジェームズ1世からの助けも得られず、観念したベーコンは4月30日に貴族院へ問責書に対する返書を送り、収賄を認め弁護を放棄し処分を貴族院に委ねた。5月3日に判決が下り、罰金4万ポンド、国王の許可があるまでロンドン塔へ監禁、一切の公職就任禁止、議会出席・宮廷出仕禁止を言い渡された。こうしてベーコンは再度失脚、4日間ではあるが、5月末から6月4日までロンドン塔に閉じ込められもした。
以降はセント・オールバンズの領地で隠退生活を送って著述に専念した。ジェームズ1世の計らいで投獄は短期間で済み、罰金も年1200ポンドの分割払いに抑えられ、翌1622年にはグレイ法曹院の帰還やロンドン居住も許され、友人トビー・マシューにも支えられ傷心をいくらか癒すことが出来た。一方で知的好奇心と政界復帰の望みを押さえられず、しばしば国王や政府関係者に助言を書き送ったり名誉回復を願い出たりしながら、著作を続々と出版、『ヘンリー七世王史』（1622年）、『自然誌と実験誌』（1622年）、『学問の進歩』を増補・ラテン語版に訳した『学問の尊厳と進歩』（1623年）、『資料の森』（1624年）、『随筆集』（1625年、第三版）などを書き上げた。しかし60代のベーコンは病気がちになるにつれて復帰の意志が弱まり、1625年にチャールズ1世が即位して開かれた議会に召集があった時は断っている。
1626年に鶏に雪を詰め込んで冷凍の実験を行った際に悪寒にかかり、近くのアランデル伯爵トマス・ハワードの屋敷に身を寄せたが、体調は回復せず4月9日に気管支炎を起こして死亡した。65歳だった。

## 人物

### 政治・哲学思想
知識を力として人間が自然の征服者たることを望み、既存の知の体系を整理、正しい知識を獲得する方法として帰納法を掲げ、人生に適用して人類の福祉を増大させるという学問の正しい目標を達成するための方法であると考えた。理論と実践を結び付け、知を現実社会に適応して政界で出世出来たが、自然についての知識を獲得することが人類を窮状から救う手段との信念に基づき、知識の取捨選択に必要な情報収集、および実験設備、更にはそうして獲得した知識に基づいた技術開発など、知識を現実に生かすには権力が不可欠だとも考え、知と力を結び付け、人類を幸福な状態に導くことがベーコンの最終目標だった。彼自身は失脚で挫折し知と力の結合も自然解明の構想も果たせなかったが、方法は次の世代へと受け継がれていった。
こうした心情を吐露したのが1592年頃にバーリー男爵へ宛てた手紙で、政治的目標と哲学的目標を持っていること、後者が心に強く根を下ろしていることを告白、浅薄な論争や盲目的実験を一掃すれば有益な知識をもたらすだろうと期待を込めて書いている。以後既存の知の体系の批判、新しい知の方法の提示、知の支配力の強調がベーコン哲学の基本的原理になり、エセックス伯など有力者に自己アピールしつつ出世の機会を伺いながら、知と力の結合を夢見て事あるごとに著作や手紙で知の重要性を訴えるようになっていった。同年にエセックス伯のため女王即位を記念して開かれた仮面劇の脚本『知識の称賛』でギリシャ哲学と錬金術の哲学を批判、1594年に同じく仮面劇の脚本として書いた『グレイ法曹院の催事』には劇を通して自然研究のため図書館・動物園・博物館・研究所など施設の建設を勧告、暗に自然研究に政府援助を願ったと推測される。
1605年に出版した『学問の進歩』（1623年に『学問の尊厳と進歩』として増補・ラテン語版に訳した）では、著作で主張していた既存の哲学批判と知の大切さを繰り返し書いている。ここから独自の学問分類法を編み出し、学問分類の原理を大別して真理の性質と学問をする人間の知的能力の区別に二分、前者はあまり詳しく書いていないのに対し、後者は分類を広げて知的能力を理性・想像・記憶に三分、それぞれ哲学・詩・歴史へと繋げ、更なる区分へと続き自然研究も交えて分析・解説していく。また、知識の獲得方法と人間の認識・判断を妨げる意識についても言及、後にそれらは新しい帰納法とイドラの検討という形で1620年出版の『ノヴム・オルガヌム』で発展していくことになる。伝達が知識の使用・進歩・継続に大切だとも書き、1人で知識の到達に努力することの限界を示すと同時に、研究者間や世代を超えた共同作業で知識の発展を促進させることを期待していたとされる。
議会と国王の関係では協調を重んじ、エリザベス1世の治世では1593年議会に庶民院の権利を主張して失態を演じ、1601年議会では国王を擁護して反対の立場に回っていたが、ジェームズ1世の治世では議会と国王それぞれに協調を呼びかけた。均衡憲法論を重んじる姿勢から、議会の議論が国王大権に抵触すると察した場合は議論停止を呼びかける一方、ジェームズ1世には議会の必要性を強調してたびたび議会との協力を進言している。議会からは信頼され1604年議会で庶民院議長候補に挙げられ、1614年議会で本来禁止されている法務長官と庶民院議員兼任を特別に許されたが、1621年議会では一転してベーコンを追い落とす側に回った。かたや国王はベーコンの議会対策と協調案を取り上げず、1621年議会では保身に走り彼を見捨てたが、投獄された後は短期間釈放と罰金の分割払いなどを計らいベーコンに好意を示している。

### 法の思想と改革
1612年、『随筆集』（後述）のエッセイで「司法について」を書き加え、法についての思想と改革の提案を記している。裁判官について詳しく解説し役割は法の解釈であって立法では無いとの言葉から始まり、裁判官には慎重さと正直さが求められ、公平な判断も持ち、証言を辛抱強く聞き取り、法廷に腐敗を持ち込まないなどの注意を与えている。法廷に争いを持ち込む人間も取り上げ、結びに司法と国家の関係の重要性に触れ、裁判官は王権を擁護することにあり、法の適用の大切さを強調している。
法改革に熱心でそれを実現しようと構想、法務長官就任から翌年の1614年に法改革の覚書をジェームズ1世へ提出、法改革を国王の名誉だと強調しコモン・ローの整理・編集を提案、情報収集と整理が不可欠だと進言した。1616年にこの論理を発展させた『イングランドの法の編集と改正についての提言』を改めてジェームズ1世に書き送り、イングランド法の問題提起で改革を訴え、コモン・ローの全体・実質は残しつつそこから無効な部分を取り除くことを剪定と接木になぞらえ、自ら主張した整理方法論・帰納法を法の改革に活用することを考えた。またこれに関係して、コモン・ローの執行を助け、法の理解を浸透させるための手段として提要と用語事典の必要を述べ、法令集・法規定集・法律用語集、特に法規定集の構想を挙げて自分が完成させることを熱望した。ここまで法改革を訴えたベーコンだったが、仕事が多忙のため中断、改革は実現されなかった。

### 『随筆集』で書かれたテーマ
1597年に出版した『随筆集』では10のエッセイを書き込み、1612年と1625年に増補されている（それぞれエッセイを38、58に増やしている）。「学問について」のエッセイで始まるこの本はテーマを分析、実体験に基づいたと思われる内容が盛り込まれ、「学問について」は学問の役立つ物として喜び、飾り、能力があると書き、喜びに利用するのは私生活か閑居している時、飾りに利用するのに談話を例えにしている記述は政治生活から距離を置き、知の世界で遊ぼうとするベーコンの態度を反映していると思われる。一方、学問に多くの時間をかけ過ぎるのは怠慢とも書き、学問を能力を活かす場合は事務の判断力と処理に役立つと主張、学問の勉強が心の問題に対する処方であるとも記し、数学・哲学などを提案して自分の心に向いた勉強を勧めている。増補でエッセイの順番に変更があったのか、第三版では「学問について」は50番目に位置付けられている。
「友情について」では友情が知性にもたらす効果を記し、自分の考えを友人に話すことで整理出来たり言葉で言い表すことがどんな風に見えるかが分かると書いている。同時に、自分の喜びや悲しみを友人に打ち明けることで、共感に伴う心の喜びを倍加させたり悲しみが薄まる効果も書いている。トビー・マシューとの友情はベーコンにとって大切な物であり、『学問の進歩』をマシューへ送り相談と著作の批評を求め、自分が独善に陥らないように注意している。マシューとベーコンの友情は晩年にも続き、失脚して不遇のベーコンは辛い境遇をマシューへ打ち明け心の癒しにしていた。
他にも「反乱と騒動について」は分析と防止策を講じ、政府の柱（宗教・司法・忠言・財政）が揺さぶられることが反乱の原因になると分析（宗教の改新・課税・法律や風習の変更・一般的迫害など）、貿易や土地開墾など対策を施して貧困を防いだり、徒党を作らせず分裂させる手段を反乱防止策として書いている。「偉大な地位について」は高い地位を望む正当な理由として良いことを実現する力の獲得を挙げ、知と力の結合を求め続けていた一方、地位について「権威に伴う悪徳」として遅延・腐敗・粗暴・容易を取り上げ、それぞれの対策も記している（約束をきちんと守ることや確実な仕事の処理・直接間接問わず物の受け取りに注意しはっきりと周りに宣言する・叱責は重々しい物であっても傷つける物であってはならない・いい加減な依怙贔屓はしない）。「貴族階級について」は主権（国王）と民衆の間に立つ階級として捉え、民衆の思い上がりを受け止める国王の藩屏であるべきと論じ、「宗教の統一について」は人間社会の絆として重要視しながら異端と分裂を警戒、持論の中庸・寛容による説得を提案、「富について」では土地改良や勤勉・公平な取引・慎重な投機を勧めている。
だが金銭感覚の無い浪費家だったことが災いし、「出費について」では出費を身分に応じた分か収入の半分に抑える、出費が多い場合は他の支出を節約する、借金返済は無理せず少しずつ経費を切り詰めて返すなどの提案を書いたが、富は使うための物であるとも書いているベーコンが借金に苦しむ羽目になったのは父の死がきっかけになったが、贅沢・派手好きで多くの使用人を抱えたため浪費と借金が絶えなかった。1621年の失脚も借金がもたらしたと推定され、ベーコンが使用人を監督せず彼等を通して裁判当事者から贈物を受け取り、それについて詳しい確認を怠ったことが、議会から収賄罪で訴えられる結果となった。死後の遺産7000ポンドに対して2万ポンドの借金があったという。
造園にこだわりを持っていて、1625年に増補されたエッセイの「庭園について」では、王侯にふさわしい庭園として1月ごとに楽しめるそれぞれの旬の美しい花や果実の木をそろえることや、植物の香りが漂う甘美さを重要視して書いている。庭園にも細かい注文を記し芝生・小道・庭園の区切り方、庭園を囲むアーチの生垣の設定、噴水を2種類に分けて説明、その他様々な種類の植物や提案を書き連ねた庭園案を構想した。一方、エッセイで駄目出しもあり、飾り結び式花壇を取るに足らないと一蹴している。
エッセイで書いた構想をゴランベリー・ハウスで手掛け、1608年に作成した草案には庭園を正方形で作り、外周は小道と水路を通して外側に植物の木々を植える、庭園中央は湖を作りその中に7つの人工島を浮かべ、橋を渡した中央の島に館を建て、外周に浮かべる6つの島はそれぞれ違う特徴を持たせ、岩だけの島や花一面の島、香り漂う島などを構想していた。1656年にジョン・オーブリーがゴランベリー・ハウスを訪れた時を書き記し、一部は剥がれ落ちていたが、デザインに優れた歩道と湖の底に敷き詰めたベーコン厳選の色石、および人工島の館に目を奪われたことを記録している。

## 後世の影響
「知識は力なり」（Ipsa scientia potestas est）という言葉とともに知られる。独力では果たせなかったものの学問の壮大な体系化を構想していた。体系化の構想はフランス百科全書派にも引き継がれる。
なお、主な著作の『ノヴム・オルガヌム』の影響もあり、イギリスの聾教育が始まっている。聾学校を最初に設立した人物ではなく、聾教育を最初に始めた人物であるとされている。
1624年頃に執筆が始まったとされ、死後の1627年に出版された『ニュー・アトランティス』はベーコンが夢見た空想の産物と捉えられ、架空の島ベンサレムにある科学研究機関ソロモン学院をあらゆる分野を研究・発達させ人々の生活向上に役立てる組織として書いている。未完の作品に終わったが、ソロモン学院の構想は次世代の科学者たちに受け継がれ、1660年の王立協会設立に繋がった。またベーコン死去から王立協会設立までの間に起こった清教徒革命（イングランド内戦）で『ニュー・アトランティス』に影響された自然研究者たちがロンドンやオックスフォードで研究サークルをいくつも立ち上げ、うち王立協会の前身であるロンドン理学協会（別名不可視の学院）がウィリアム・ペティ、ロバート・ボイル、サミュエル・ハートリブなどを輩出した。やがて理学協会のメンバーはほとんどがオックスフォード大学へ移りオックスフォード理学協会と改名、ベーコンの帰納法と経験論の理念を受け継いで実験と理論の実践を試行錯誤で繰り返し、王立協会でも創立メンバーとして名を連ねた。
同じく『ニュー・アトランティス』に影響されたユートピアを描いた著作も広まり、ハートリブは1641年に書いた『有名なマカリア王国の記述』でソロモン学院を始め類似した内容を通して社会改革を提唱、ヒュー・ピーターも1651年に出版した『よき為政者の善政』でベーコンの理論を引用した社会改革を主張した。1660年に王政復古を迎えてからは『ニュー・アトランティス』の続編を称する『続ニュー・アトランティス』とも言うべき著作が違う作者の手でいくつか出版され、これらも理想社会を描く一方で王政を賛美して宗教の急進化を批判する場面が書かれ、『続ニュー・アトランティス』には革命を経験した後に王政による平和が到来した現実が反映され、ピューリタンがもたらした熱狂から理性を重んじる時代への移り変わりを示している。
ウィリアム・シェイクスピアと同時代人であり、シェイクスピアはベーコンのペンネームだという説を唱える者もいる（シェイクスピア別人説の項を参照）。
ヴォルテールはベーコンについて、『ノヴム・オルガヌム』などの著作を念頭に「経験哲学の祖」として賞賛している。

## 栄典

### 爵位
1618年7月12日に以下の爵位を新規に叙される。
- ハートフォード州におけるヴェルラムの初代ヴェルラム男爵 (1st Baron Verulam, of Verulam, in the County of Hertford)
（勅許状によるイングランド貴族爵位）

1620/21年1月27日に以下の爵位を新規に叙される。
- 初代セント・オールバンズ子爵 (1st Viscount Saint Alban)
（勅許状によるイングランド貴族爵位）

## 著作

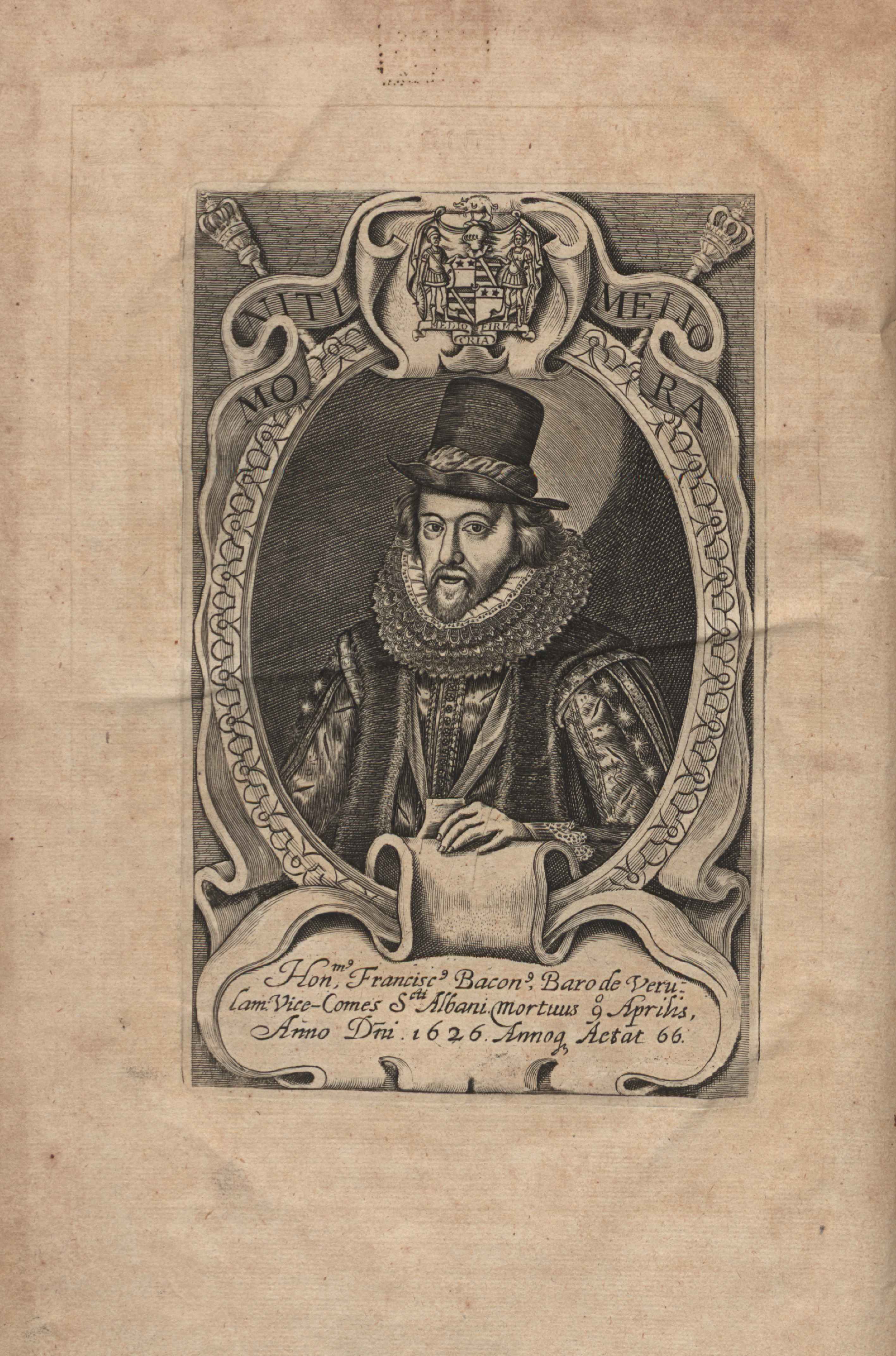
Bacon, Sylva sylvarum

- 『時代の最大の誕生』（1585年） - 現存せず
- 『イングランドの教会の論争についての勧告』（1589年）
- 『この1592年に出版された中傷文に対する考察』（1592年）
- 『知識の称賛』（1592年）
- 『グレイ法曹院の催事』（1594年）
- 『随筆集』（1597年、初版）
- 『亡きエセックス伯ロバートによって企てられ、実行された陰謀と反逆の報告』（1601年）
- 『イングランドとスコットランド両王国の幸福な統合についての論考』（1603年）
- 『自然の解明・序論』（1603年）
- 『ワレリヌス・テルミニウス・自然の解明』（1603年）
- 『エセックス伯に関する弁明』（1604年）
- 『学問の進歩』（1605年） - 『大革新』第一部
- 『古代人の知恵』（1609年、ラテン語版）
- 『随筆集』（1612年、第二版）
- 『イングランドの法の編集と改正についての提言』（1616年）
- 『古代人の知恵』（1619年、英語版）
- 『大革新』（1620年）
- 『ノヴム・オルガヌム』（1620年） - 『大革新』第二部
- 『ヘンリー七世王史』（1622年）
- 『自然誌と実験誌』（1622年）
- 『学問の尊厳と進歩』（1623年） - 『学問の進歩』増補・ラテン語版
- 『資料の森』（1624年）
- 『随筆集』（1625年、第三版）
- 『ニュー・アトランティス』（1627年） - 未完成、死後出版

### 日本語訳
- 『ベーコン随想集』渡辺義雄訳、岩波書店〈岩波文庫〉、1983年（原著1597年）。ISBN 978-4003361733。
- 『ベーコン 随筆集』成田成寿訳、中央公論新社（中公クラシックス）、2014年（原著1597年）。ISBN 978-4121601506。
  - 解説一ノ瀬正樹。元版は「世界の名著20　ベーコン」中央公論社（責任編集 福原麟太郎）
- 『学問の進歩』服部英次郎・多田英次訳、岩波文庫、1974年（原著1605年）。ISBN 978-4003361719。
- 『ノヴム・オルガヌム―新機関』桂寿一訳、岩波文庫、1978年（原著1620年）。ISBN 978-4003361726。
  - 人間の陥りやすい偏見、先入観、誤りを4つのイドラ（idola 幻像）として指摘し、スコラ学的な議論のように一般的原理から結論を導く演繹法よりも、現実の観察や実験を重んじる「帰納法」を主張したもので、近代経験主義の道を開いた（イギリス経験論）。
- 『ニュー・アトランティス』川西進訳、岩波文庫、2003年（原著1626年）。ISBN 978-4003361740。ユートピア物語